# Tiream, Satu Mare
Tiream (maghiară Mezőterem, germană Wiesenfeld, Terem) este satul de reședință al comunei cu același nume din județul Satu Mare, Transilvania, România.